# Unione Sportiva Salernitana 1919 2017-2018
Questa voce raccoglie le informazioni riguardanti l'Unione Sportiva Salernitana 1919 nelle competizioni ufficiali della stagione 2017-2018.

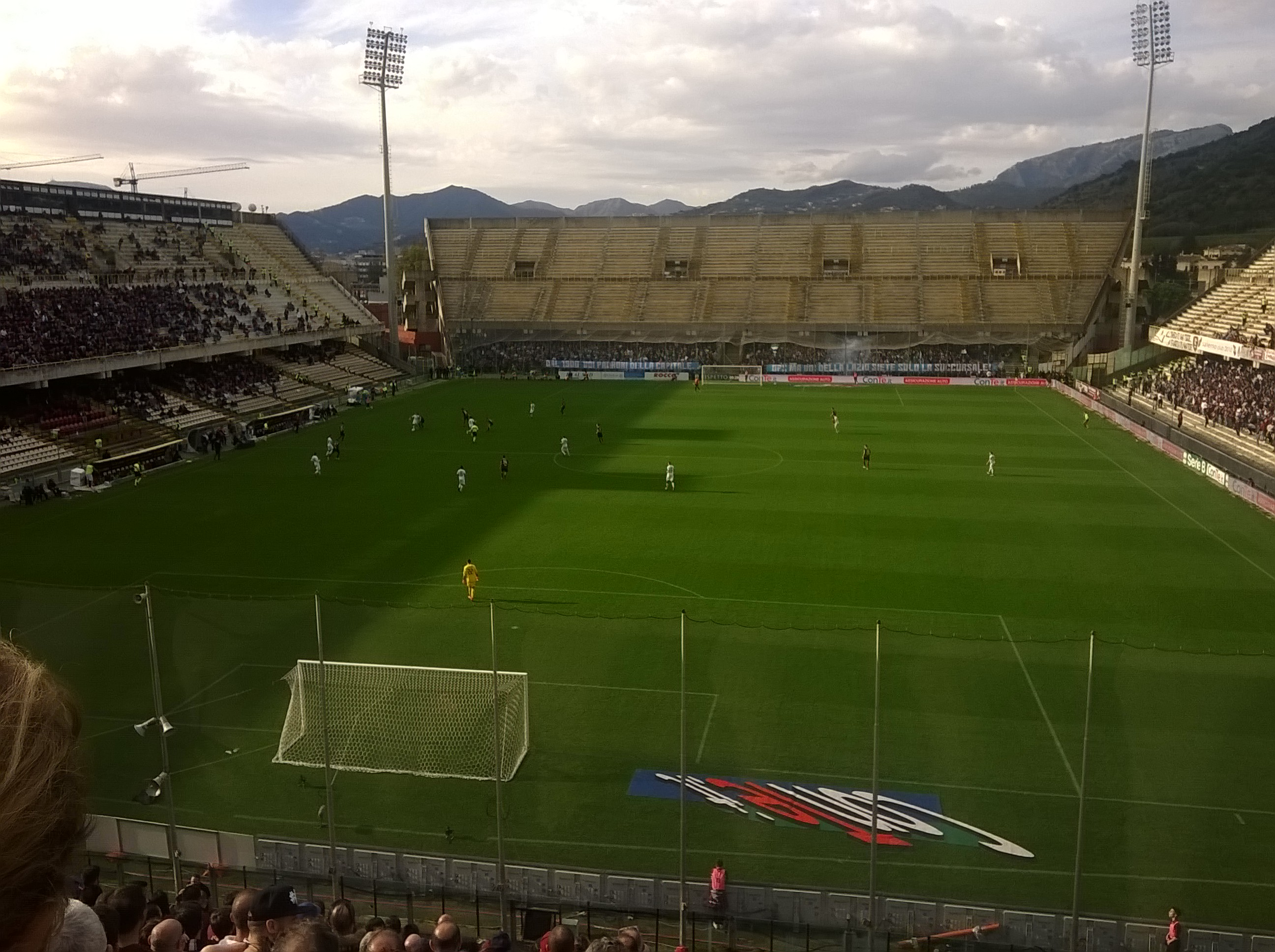
Il derby all'Arechi tra Salernitana e Avellino (11 marzo 2018) finito 2-0 per i granata

## Stagione
La Salernitana si appresta a disputare per il terzo anno la serie cadetta, dopo aver concluso l'anno precedente al decimo posto sfiorando di due punti i play-off. Il mercato estivo si apre con due cessioni eccellenti come Massimo Coda al Benevento (promosso in A) e Alfredo Donnarumma all'Empoli; seguono poi le cessioni di Busellato e Improta al Bari, Laverone all'Avellino e Gomis alla SPAL (promosso in A). Nel mercato d'entrata arrivano: Raffaele Pucino in prestito dal Chievo, Matteo Ricci in prestito dalla Roma, in attacco Riccardo Bocalon dall'Alessandria (capocannoniere del campionato di Lega Pro), Alejandro Rodriguez in prestito dal Chievo, venne riscattato Mattia Sprocati dalla Pro Vercelli, Sofian Kiyine in prestito dal Chievo, ritorna dopo un anno Leonardo Gatto dall'Atalanta a titolo gratuito e Nunzio di Roberto dal Crotone; infine in porta arrivano Radunovic dall'Atalanta e Adamonis dalla Lazio.
La stagione della Salernitana comincia in Coppa Italia, vincendo 2-1 contro l'Alessandria. Ma l'avventura si ferma al terzo turno perdendo ai calci di rigore contro il Carpi dopo aver pareggiato 3-3.
L'inizio in Serie B è altanelante, pareggiando con Venezia (0-0 al Penzo) e Ternana (3-3 in casa), ottenendo la prima sconfitta contro il Carpi (1-0 al Cabassi). Dalla 4ª giornata alla 15ª giornata, la squadra ottiene 12 risultati utili consecutivi; tra questi troviamo la vittoria in rimonta nel derby con l'Avellino dopo essere passati in svantaggio 2-0, i granata rimontano 2-3 al 96' grazie al gol di Joseph Minala, facendo vincere il Cavalluccio al Partenio dopo 21 anni, e contro la capolista Empoli; con 20 punti in 12 partite, la squadra si proietta zona play-off al settimo posto.
In tre giornate la Salernitana scivola dalla zona play-off, ottenendo due sconfitte consecutive fuori casa con Cittadella e Brescia, dopo il pareggio in casa col Perugia prendendo un gol allo scadere, Alberto Bollini viene esonerato, nonostante la posizione di classifica favorevole.
Al suo posto arriva Stefano Colantuono, acclamato dalla tifoseria, esordisce con una vittoria fuori casa contro l'Entella, ma incappa in casa contro il Foggia (0-3, prima sconfitta stagionale all'Arechi) e perde contro la capolista Palermo con lo stesso risultato al Barbera, chiudendo il girone di andata al decimo posto.
Il girone di ritorno inizia con una vittoria in casa contro il Venezia (3-2), ma dopo la squadra cade in una piccola crisi, ottenendo 2 punti in 5 partite, facendo sprofondare la Salernitana a pochi punti dalla zona play-out. Ma poi riesce a scalare la classifica ottenendo 10 punti in 4 partite, vincendo nuovamente il derby con l'Avellino 2-0 (per la prima volta la Salernitana vince il derby in entrambi i confronti).
Alla fine la squadra riesce a ottenere una tranquilla salvezza, pareggiando 1-1 a Perugia e conclude il campionato al dodicesimo posto perdendo 0-2 contro il Palermo.

## Divise e sponsor
Lo sponsor tecnico per la stagione 2017-2018 è Givova mentre gli sponsor ufficiali sono Sèleco Home (main sponsor) e Sèleco Easy Life (sul retro di maglia).
| Casa | Trasferta | Portiere |

## Rosa
| N. |                       | Ruolo | Calciatore                   |
| -- | --------------------- | ----- | ---------------------------- |
| 1  | Lituania (bandiera)   | P     | Marius Adamonis              |
| 2  | Italia (bandiera)     | D     | Raffaele Pucino              |
| 3  | Italia (bandiera)     | D     | Luigi Vitale                 |
| 4  | Italia (bandiera)     | D     | Alessandro Bernardini        |
| 5  | Italia (bandiera)     | D     | Valerio Mantovani            |
| 7  | Venezuela (bandiera)  | C     | Franco Signorelli            |
| 8  | Italia (bandiera)     | C     | Antonio Zito                 |
| 9  | Spagna (bandiera)     | A     | Alejandro Rodríguez          |
| 10 | Italia (bandiera)     | C     | Alessandro Rosina (capitano) |
| 11 | Portogallo (bandiera) | A     | Alex                         |
| 12 | Grecia (bandiera)     | P     | Michalis Iliadis             |
| 13 | Marocco (bandiera)    | C     | Sofian Kiyine                |
| 14 | Italia (bandiera)     | C     | Francesco Della Rocca        |
| 15 | Italia (bandiera)     | C     | Giuseppe Rizzo               |
| 16 | Italia (bandiera)     | D     | Alessandro Tuia              |

| N. |                    | Ruolo | Calciatore         |
| -- | ------------------ | ----- | ------------------ |
| 17 | Camerun (bandiera) | C     | Joseph Minala      |
| 18 | Algeria (bandiera) | A     | Sofiane-Ahmed Kadi |
| 19 | Italia (bandiera)  | A     | Leonardo Gatto     |
| 20 | Italia (bandiera)  | C     | Francesco Orlando  |
| 21 | Italia (bandiera)  | D     | Raffaele Schiavi   |
| 22 | Serbia (bandiera)  | P     | Boris Radunović    |
| 23 | Ghana (bandiera)   | C     | Moses Odjer        |
| 24 | Italia (bandiera)  | A     | Riccardo Bocalon   |
| 25 | Italia (bandiera)  | A     | Nunzio Di Roberto  |
| 26 | Ghana (bandiera)   | D     | Patrick Asmah      |
| 27 | Italia (bandiera)  | C     | Matteo Ricci       |
| 28 | Italia (bandiera)  | A     | Mattia Sprocati    |
| 29 | Italia (bandiera)  | D     | Gabriele Perico    |
| 30 | Italia (bandiera)  | A     | Alessandro Rossi   |

## Calciomercato

### Sessione estiva(dal 01/07 al 31/08)
| Acquisti | Acquisti               | Acquisti          | Acquisti         |
| R.       | Nome                   | da                | Modalità         |
| -------- | ---------------------- | ----------------- | ---------------- |
| P        | Marius Adamonis        | Lazio             | prestito         |
| P        | Giovanni Patella       | Gladiator         | fine prestito    |
| P        | Boris Radunović        | Atalanta          | prestito         |
| D        | Daniel Adejo           | Vicenza           | definitivo       |
| D        | Patrick Asmah          | Atalanta          | prestito         |
| D        | Raffaele Pucino        | Chievo            | definitivo       |
| C        | Massimiliano Busellato | Cittadella        | definitivo       |
| C        | Lorenzo Laverone       | Avellino          | fine prestito    |
| C        | Joseph Minala          | Lazio             | rinnovo prestito |
| C        | Francesco Orlando      | Lazio             | prestito         |
| C        | Matteo Ricci           | Roma              | prestito         |
| C        | Franco Signorelli      | Spezia            | definitivo       |
| C        | Mattia Sprocati        | Pro Vercelli      | definitivo       |
| C        | Gennaro Troianiello    | Verona            | fine prestito    |
| C        | Sofian Kiyine          | Chievo            | prestito         |
| A        | Alex                   | Vitória Guimarães | definitivo       |
| A        | Giuseppe Caccavallo    | Venezia           | fine prestito    |
| A        | Leonardo Gatto         | Atalanta          | definitivo       |
| A        | Sofiane-Ahmed Kadi     | Lanusei           | svincolato       |
| A        | Roberto                | Arouca            | svincolato       |
| A        | Riccardo Bocalon       | Alessandria       | definitivo       |
| A        | Nunzio Di Roberto      | Crotone           | definitivo       |
| A        | Alejandro Rodríguez    | Chievo            | prestito         |
| A        | Alessandro Rossi       | Lazio             | prestito         |

| Cessioni | Cessioni               | Cessioni  | Cessioni      |
| R.       | Nome                   | a         | Modalità      |
| -------- | ---------------------- | --------- | ------------- |
| P        | Alfred Gomis           | Torino    | fine prestito |
| P        | Pietro Terracciano     | Catania   | fine prestito |
| P        | Antonio Rosti          |           | svincolato    |
| D        | Luca Bittante          | Empoli    | fine prestito |
| D        | Luiz Felipe            | Lazio     | fine prestito |
| C        | Massimiliano Busellato | Bari      | definitivo    |
| C        | Antonio Grillo         |           | svincolato    |
| C        | Lorenzo Laverone       | Avellino  | definitivo    |
| C        | Ronaldo                | Lazio     | fine prestito |
| A        | Giuseppe Caccavallo    | Venezia   | definitivo    |
| A        | Massimo Coda           | Benevento | definitivo    |
| A        | Alfredo Donnarumma     | Empoli    | svincolato    |
| A        | Riccardo Improta       | Genoa     | fine prestito |
| D        | Daniel Adejo           |           | rescissione   |
| A        | João Silva             |           | rescissione   |

## Risultati

### Serie B

#### Girone di andata
| Venezia 26 agosto 2017, ore 20:30 CEST 1ª giornata | Venezia           | 0 – 0 referto | Salernitana | Stadio Pier Luigi Penzo (4 102 spett.)\| Arbitro: \| Piccinini (Forlì) \| |
| Arbitro:                                           | Piccinini (Forlì) |               |             |                                                                           |

| Arbitro: | Ros (Pordenone) |

|                                    |           |                                                  |
| Bocalon 25’, 49’ Vitale 78’ (rig.) | Marcatori | 23’ Tremolada 31’ Albadoro 58’ (aut.) Bernardini |

| Arbitro: | Pezzuto (Lecce) |

|             |           |  |
| Malcore 35’ | Marcatori |  |

| Arbitro: | La Penna (Roma) |

|                         |           |                          |
| Sprocati 78’ Minala 90’ | Marcatori | 25’ Capone 71’ Pettinari |

| Arbitro: | Marini (Roma) |

|             |           |             |
| Firenze 38’ | Marcatori | 65’ Schiavi |

| Arbitro: | Giua (Olbia) |

|                    |           |  |
| Rodríguez 19’, 67’ | Marcatori |  |

| Arbitro: | Di Paolo (Avezzano) |

|                             |           |                                |
| Di Cesare 17’ Lucarelli 32’ | Marcatori | 56’ Sprocati 81’ (rig.) Vitale |

| Salerno 7 ottobre 2017, ore 18:00 CEST 8ª giornata | Salernitana          | 0 – 0 referto | Ascoli | Stadio Arechi (8 360 spett.)\| Arbitro: \| Pillitteri (Palermo) \| |
| Arbitro:                                           | Pillitteri (Palermo) |               |        |                                                                    |

| Arbitro: | Fourneau (Roma) |

|                         |           |                                         |
| Krešić 48’ Laverone 59’ | Marcatori | 72’ Rodríguez 85’ Sprocati 90+6’ Minala |

| Arbitro: | Serra (Torino) |

|             |           |              |
| Schiavi 43’ | Marcatori | 76’ Crivello |

| Arbitro: | Ghersini (Genova) |

|                              |           |                             |
| Da Cruz 38’ Di Mariano 90+3’ | Marcatori | 17’ Gatto 57’, 64’ Sprocati |

| Arbitro: | Martinelli (Roma) |

|                  |           |             |
| Bocalon 33’, 36’ | Marcatori | 29’ Pasqual |

| Arbitro: | Pezzuto (Lecce) |

|                     |           |                |
| A. Rossi 14’, 45+3’ | Marcatori | 5’, 77’ Galano |

| Arbitro: | Ros (Pordenone) |

|                                      |           |                                        |
| Kupisz 3’ Koné 22’ Pucino 66’ (aut.) | Marcatori | 27’ Rodríguez 71’ Bocalon 78’ M. Ricci |

| Arbitro: | Chiffi (Padova) |

|              |           |           |
| M. Ricci 33’ | Marcatori | 71’ Arini |

| Arbitro: | Saia (Ragusa) |

|                         |           |            |
| Varnier 23’ Litteri 82’ | Marcatori | 32’ Pucino |

| Arbitro: | Illuzzi (Molfetta) |

|                                       |           |  |
| Vitale 50’ (aut.) And. Caracciolo 80’ | Marcatori |  |

| Arbitro: | Rapuano (Rimini) |

|             |           |                 |
| Bocalon 74’ | Marcatori | 90+2’ Buonaiuto |

| Arbitro: | Piscopo (Imperia) |

|  |           |                         |
|  | Marcatori | 28’ Kiyine 58’ Sprocati |

| Arbitro: | Marini (Roma) |

|  |           |                                |
|  | Marcatori | 83’, 90+5’ Floriano 88’ Agazzi |

| Arbitro: | Minelli (Varese) |

|                                         |           |  |
| Chochev 30’ Monachello 79’ Jajalo 90+3’ | Marcatori |  |

#### Girone di ritorno
| Arbitro: | Baroni (Firenze) |

|                                  |           |                             |
| Zito 5’ M. Ricci 30’ Palombi 35’ | Marcatori | 48’ Firenze 53’ Bentivoglio |

| Arbitro: | Fourneau (Roma) |

|                               |           |                         |
| Signori 67’ A. Montalto 90+4’ | Marcatori | 20’ Sprocati 86’ Pucino |

| Arbitro: | Illuzzi (Molfetta) |

|              |           |                    |
| Sprocati 45’ | Marcatori | 42’ Poli 73’ Verna |

| Arbitro: | Martinelli (Roma) |

|             |           |  |
| Brugman 80’ | Marcatori |  |

| Salerno 17 febbraio 2018 26ª giornata | Salernitana  | 0 – 0 referto | Pro Vercelli | Stadio Arechi (6 752 spett.)\| Arbitro: \| Giua (Olbia) \| |
| Arbitro:                              | Giua (Olbia) |               |              |                                                            |

| Arbitro: | Pillitteri (Palermo) |

|                                        |           |  |
| Pessina 21’ Marilungo 58’ Granoche 85’ | Marcatori |  |

| Arbitro: | Pinzani (Empoli) |

|  |           |          |
|  | Marcatori | 33’ Dezi |

| Arbitro: | Nasca (Bari) |

|               |           |                               |
| Carpani 90+4’ | Marcatori | 29’, 70’ Bocalon 65’ Casasola |

| Arbitro: | Aureliano (Bologna) |

|                        |           |  |
| Kiyine 9’ Sprocati 18’ | Marcatori |  |

| Frosinone 17 marzo 2018 31ª giornata | Frosinone      | 0 – 0 referto | Salernitana | Stadio Benito Stirpe (11 599 spett.)\| Arbitro: \| Saia (Palermo) \| |
| Arbitro:                             | Saia (Palermo) |               |             |                                                                      |

| Arbitro: | Di Paolo (Avezzano) |

|          |           |  |
| Tuia 61’ | Marcatori |  |

| Arbitro: | Minelli (Varese) |

|                      |           |  |
| Rodríguez 78’, 90+6’ | Marcatori |  |

| Arbitro: | Di Martino (Teramo) |

|               |           |              |
| Henderson 21’ | Marcatori | 59’ Casasola |

| Arbitro: | Marinelli (Tivoli) |

|            |           |             |
| Rosina 70’ | Marcatori | 18’ Moncini |

| Arbitro: | Balice (Termoli) |

|            |           |            |
| Canini 32’ | Marcatori | 28’ Minala |

| Arbitro: | Guccini (Albano Laziale) |

|             |           |                              |
| Schiavi 52’ | Marcatori | 18’, 80’ Schenetti 38’ Salvi |

| Arbitro: | Pillitteri (Palermo) |

|                                                     |           |                         |
| Sprocati 27’ Bocalon 60’ Bisoli 68’ (aut.) Zito 81’ | Marcatori | 52’ Tonali 73’ Okwonkwo |

| Arbitro: | Piscopo (Imperia) |

|                |           |            |
| Di Carmine 50’ | Marcatori | 20’ Rosina |

| Arbitro: | Rapuano (Rimini) |

|             |           |  |
| Bocalon 53’ | Marcatori |  |

| Arbitro: | Saia (Palermo) |

|            |           |  |
| Mazzeo 29’ | Marcatori |  |

| Arbitro: | Baroni (Firenze) |

|  |           |                             |
|  | Marcatori | 45+1’ Chochev 86’ La Gumina |

### Coppa Italia
| Arbitro: | Illuzzi (Molfetta) |

|                          |           |             |
| Bocalon 18’ Sprocati 83’ | Marcatori | 36’ Marconi |

| Arbitro: | Gavillucci (Latina) |

|                                          |                      |                                   |
| Malcore 72’ (rig.) Concas 78’ Nzola 102’ | Marcatori            | 2’ Minala 32’ Zito 91’ Bocalon    |
| Mbakogu Malcore Jelenič Nzola Concas     | Tiri di rigore 4 – 3 | Rosina Minala Bocalon Tuia Vitale |

## Statistiche

### Statistiche di squadra
| Competizione | Punti     | In casa | In casa | In casa | In casa | In casa | In casa | In trasferta | In trasferta | In trasferta | In trasferta | In trasferta | In trasferta | Totale | Totale | Totale | Totale | Totale | Totale | D.R. |
| Competizione | Punti     | G       | V       | N       | P       | GF      | GS      | G            | V            | N            | P            | GF           | GS           | G      | V      | N      | P      | GF     | GS     | D.R. |
| ------------ | --------- | ------- | ------- | ------- | ------- | ------- | ------- | ------------ | ------------ | ------------ | ------------ | ------------ | ------------ | ------ | ------ | ------ | ------ | ------ | ------ | ---- |
| Serie B      | 51        | 21      | 7       | 9       | 5       | 28      | 27      | 21           | 4            | 9            | 8            | 23           | 31           | 42     | 11     | 18     | 13     | 51     | 58     | -7   |
| Coppa Italia | III turno | 1       | 1       | 0       | 0       | 2       | 1       | 1            | 0            | 1            | 0            | 3            | 3            | 2      | 1      | 1      | 0      | 5      | 4      | +1   |
| Totale       | 51        | 22      | 8       | 9       | 5       | 30      | 28      | 22           | 4            | 10           | 8            | 26           | 34           | 44     | 12     | 19     | 13     | 56     | 62     | -6   |

### Andamento in campionato
| Giornata  | 1  | 2  | 3  | 4  | 5  | 6  | 7  | 8  | 9  | 10 | 11 | 12 | 13 | 14 | 15 | 16 | 17 | 18 | 19 | 20 | 21 | 22 | 23 | 24 | 25 | 26 | 27 | 28 | 29 | 30 | 31 | 32 | 33 | 34 | 35 | 36 | 37 | 38 | 39 | 40 | 41 | 42 |
| --------- | -- | -- | -- | -- | -- | -- | -- | -- | -- | -- | -- | -- | -- | -- | -- | -- | -- | -- | -- | -- | -- | -- | -- | -- | -- | -- | -- | -- | -- | -- | -- | -- | -- | -- | -- | -- | -- | -- | -- | -- | -- | -- |
| Luogo     | T  | C  | T  | C  | T  | C  | T  | C  | T  | C  | T  | C  | C  | T  | C  | T  | T  | C  | T  | C  | T  | C  | T  | C  | T  | C  | T  | C  | T  | C  | T  | C  | T  | T  | C  | T  | C  | C  | T  | C  | T  | C  |
| Risultato | N  | N  | P  | N  | N  | V  | N  | N  | V  | N  | V  | V  | N  | N  | N  | P  | P  | N  | V  | P  | P  | V  | N  | P  | P  | N  | P  | P  | V  | V  | N  | V  | P  | N  | N  | N  | P  | V  | N  | V  | P  | P  |
| Posizione | 12 | 13 | 18 | 19 | 19 | 12 | 16 | 17 | 13 | 11 | 8  | 6  | 7  | 8  | 8  | 10 | 11 | 11 | 9  | 11 | 12 | 11 | 13 | 13 | 16 | 15 | 17 | 17 | 15 | 13 | 13 | 12 | 13 | 12 | 12 | 13 | 13 | 12 | 12 | 12 | 12 | 12 |

Legenda:

Luogo: C = Casa; T = Trasferta. Risultato: V = Vittoria; N = Pareggio; P = Sconfitta.